# 低脂饮食

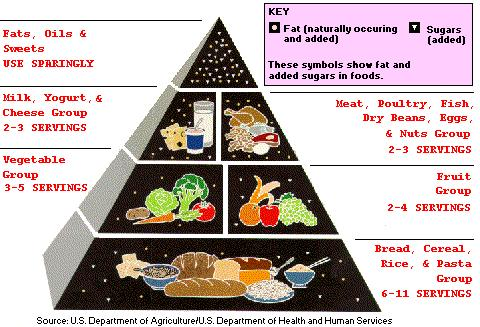
美国农业部推薦的飲食金字塔

低脂饮食是一种限制脂肪攝入的饮食，低脂饮食中通常也要限制饱和脂肪和胆固醇的含量。低脂饮食旨在减少心脏病和肥胖等疾病的发生。研究表明，从长期来看，低脂饮食对减肥的效果与低碳水化合物饮食大致相似。 